# Atrichobrunettia tenuipennis
Atrichobrunettia tenuipennis är en tvåvingeart som beskrevs av Wagner och Vaillant 1983. Atrichobrunettia tenuipennis ingår i släktet Atrichobrunettia och familjen fjärilsmyggor. Inga underarter finns listade i Catalogue of Life.